# Xysticus egenus
Xysticus egenus là một loài nhện trong họ Thomisidae.
Loài này thuộc chi Xysticus. Xysticus egenus được Eugène Simon miêu tả năm 1886.